# École primaire Moi à Kabarak
L’École primaire Moi-Kabarak  (en anglais Moi Primary School-Kabarak et en swahili Shule ya Msingi ya Moi-Kabarak) est une école primaire privée kényane. Créée par l'ancien président de la République Daniel arap Moi, elle a ouvert ses portes à 18 kilomètres du centre de Nakuru.

## Création et historique
En 2002, à la suite de la construction de l'Université Kabarak, l'école est englobée dans son campus. D'école publique, elle devient par la même occasion école privée.

## Campus
Si le domaine scolaire s'étend sur près de 60 hectares, le campus propre à l'école primaire occupe une surface de 10 hectares.
Organisé en internat, l'établissement, qui possède sa propre bibliothèque, donne l'accès à toutes les installations sportives du domaine. Une école maternelle (Early childhood education Center) est aussi adjointe à l'école.

## Éducation
L'enseignement mixte est transmis dans le respect de la foi chrétienne et met l'accent sur la pratique du sport.
Trois fois par an, les élèves subissent un examen physique et clinique

## Cursus scolaire
Conforme au système éducatif kényan basé sur un cycle de 8-4-4 débutant à l'âge de six ans, le cursus scolaire comporte des leçons cotées et identiques aux matières de l'examen national pour l’obtention du certificat final d'école primaire (Kenya Certificate of Primary Education) ainsi que des leçons non cotées.
- Cours cotés : 
  - anglais, swahili, mathématiques, éducation civique, sciences.
- Cours non cotés :
  - obligatoire : éducation chrétienne,
  - à choix : agronomie, français, allemand, musique.